# Ținutul Pădurenilor

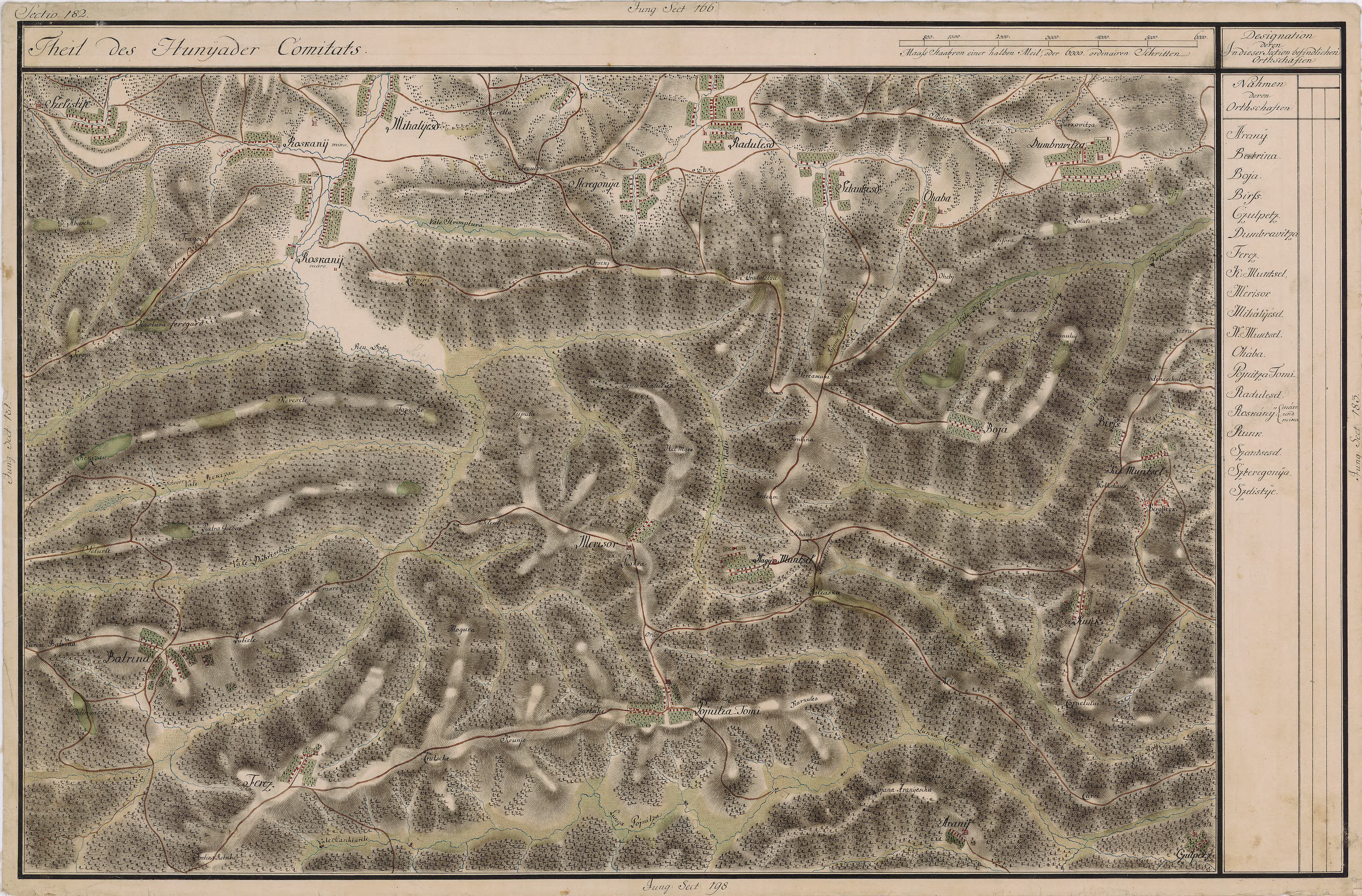
Harta iosefină a Transilvaniei (1769 - 1773).

Ținutul Pădurenilor este o zonă din România, în Transilvania, situată în județul Hunedoara, pe valea râului Cerna Hunedoreană .

## Geografie
Relieful predominant sunt dealurile cu păduri de foioase și conifere. La nord, ținutul este mărginit de valea râului Mureș, la sud de Țara Hațegului, iar la vest de Munții Poiana Ruscă. 
Ținutul Pădurenilor este un platou înalt, așezat între Depresiunea Țării Hațegului, la sud, și Valea Mureșului, la nord, respectiv la apus fiind înălțimile apropape nelocuite ale Munților Poiana Ruscă, in Județul Hunedoara.
Cea mai mare localitate din Ținutul Pădurenilor este satul Ghelari, Hunedoara care este reședința comunei cu același nume. 
Localitatea Ghelari este vestită pentru exploatarea fierului din cele mai vechi timpuri, in comuna Ghelari a fost construit Furnalul de la Govăjdia , Biserica ortodoxă Ghelari (numita in zona Catedrala Pădurenilor).

#### Vecini
- Valea râului Mureș la nord
- Munții Poiana Ruscă la vest
- Țara Hațegului la sud

## Economia
Industria tradițională din Ținutul Pădurenilor este cea a prelucrării lemnului, la care se adaugă, din cele mai vechi timpuri, extragerea metalelor, predominantă fiind extragerea minereului de fier.

## Cultură
Zona se remarcă prin valoarea etnografică deosebită exprimată în frumusețea portului popular, a țesăturilor dar și în originalitatea arhitecturii țărănești și a tradițiilor populare. 
Zona este cunoscută și apreciată pentru arta folclorică și tradițiile pădurenilor care s-au păstrat neschimbate în decursul istoriei apropiate și contemporane.

## Împărțire administrativă
Ținutul este compus din următoarele comune și sate:
- Comune – Bătrâna, Bunila, Cerbăl, Ghelari (vedeți și website), Lelese, Lunca Cernii și Toplița
- Sate – Alun, Cerișor, Poinița Voinii , Plop, Ruda și Vălari, Cernișoara Florese, Ciulpăz, Dumbrava, Cutin

## Turism
Principala cale de acces în Ținutul Pădurenilor o reprezintă drumul județean 687E prin localitatea Ghelari și DJ 687F către Govăjdie ambele prin localitatea Teliuc dinspre Hunedoara.
Govăjdia: aici se află un furnal datând din secolul XIX.
Ghelari: O biserică monumentală construită în perioadă de grele încercări, fiind începută înaite de al II-lea Război Mondial și sfințită numai în anul 1976.
Din Ținutul Pădurenilor mai fac parte și alte trei sate Ciulpăz, Dumbrava (fostă Găunoasa) și Cutin aparținând de Comuna Pestișu Mic, accesul se face din Hunedoara (de la Castelul Corvinilor) pe drumul judetean DJ 687 de-a lungul râului Zlaști, fiind o altă poartă de intrare în Ținutul Pădurenilor. Alt drum de acces este DJ 708E care vine din Hunedoara - Pestișu Mic - Nandru - Ciulpăz și apoi se uneste cu DJ 687, care se continuă până în Comuna Cerbăl.

## Personalități
Drăgan Muntean, reprezentant de marcă al folclorului din Ținutul Pădurenilor din localitatea Poienița Voinii, în locuința rapsodului fiind amenajat un muzeu popular care îi poartă numele. Muzeul adună o serie de costume și porturi tradiționale din Ținutul Pădurenilor.

## Evenimente
În Ținutul Pădurenilor, în fiecare vară are loc un festival de folclor, Festivalul Pădurenilor "Drăgan Muntean", ajuns în anul 2007 la ediția XXVI. Festivalul a preluat numele Drăgan Muntean după numele regretatului purtător al cântecului pădurenesc cu același nume, care se trage din Poienița Voinii, localitate în vecinătatea căreia se desfășoară în prezent festivalul după ce a fost mutat de la Ghelari, localitate unde a avut loc inițial în primii săi ani.